# Production potentielle
La production potentielle (en anglais, potential output) désigne le niveau de production (mesuré par le produit intérieur brut) le plus élevé qu'un système économique donné peut réaliser tout en étant soutenable, c'est-à-dire sans excès inflationnistes.

## Concept
Le PIB potentiel n'est pas le niveau maximal de production réalisable à un moment donné, mais son niveau maximal soutenable, c'est-à-dire la production maximale sans inflation à moyen terme. Le niveau de production potentielle dépend des quantités de facteurs de production disponibles dans l'économie, ainsi que des gains d'efficacité réalisés par les acteurs. La production potentielle est donc, en partie, déterminée par la qualification de la main d’œuvre, par le niveau technologique de l'économie, et les investissements qui y sont réalisés.
La production d'un pays est le fruit d'une combinaison particulière entre les facteurs de production que sont le capital et le travail. Si le niveau de production s'établit au-dessus de la production potentielle, cela signifie que l'économie touche ses limites en termes de facteurs de production, c'est-à-dire qu'elle est en train de les épuiser. La chute du chômage provoque une hausse des salaires et par conséquent de la demande. Cela génère de l'inflation.
Le cas inverse est également possible. Dans le cas où l'économie est, de manière persistante, en dessous de sa production potentielle, cela signifie que les facteurs de production sont sous-utilisés (le chômage est élevé), et que donc la demande est déprimée. Cela cause une chute de l'inflation, car les entreprises baissent leurs prix pour augmenter leur production. 
Une économie peut s'éloigner de son niveau de production potentielle de manière conjoncturelle. Cela traduit une mauvaise utilisation des facteurs de production, qui peut être due à des difficultés d'ajustement. La viscosité des salaires, qui freine leur ajustement à une nouvelle donne de l'économie, fait partie de cet écart. 

## Critiques
La production potentielle n'est pas connue. Elle ne peut que faire l'objet d'estimations, qui divergent selon les institutions. Cela peut conduire à de mauvais choix de politiques économiques. Le calcul de l'output gap, c'est-à-dire la différence entre la production potentielle et la production effective, doit lui-même se baser sur une estimation de la production, qui ne fait pas l'objet de consensus.